# (2395) Aho
(2395) Aho es un asteroide perteneciente al cinturón de asteroides descubierto por el equipo del Observatorio del Harvard College desde la Estación George R. Agassiz, Estados Unidos, el 17 de marzo de 1977.

## Designación y nombre
Aho fue designado al principio como 1977 FA.
Más adelante se nombró en honor de Arne J. Aho.

## Características orbitales
Aho orbita a una distancia media del Sol de 3,086 ua, pudiendo alejarse hasta 3,222 ua y acercarse hasta 2,95 ua. Tiene una inclinación orbital de 0,3025° y una excentricidad de 0,04405. Emplea en completar una órbita alrededor del Sol 1980 días.